# 甘肃省人民政府
甘肃省人民政府，是中华人民共和国甘肃省的省级地方行政机关。

## 沿革
1949年8月的兰州战役后，解放军攻占甘肃省省会兰州。12月2日，中央人民政府委员会第四次会议通过甘肃省人民政府组成人员名单。12月9日，隶属于中華民國政府的甘肃省政府主席、国军第119军军长王治岐和副军长蒋云台在武都县宣布“起义”。中华人民共和国政府取得甘肃省全境。
1950年1月8日，甘肃省人民政府正式成立。1958年10月，改称甘肃省人民委员会。1968年，改为甘肃省革命委员会。1979年11月，撤销甘肃省革命委员会，复设甘肃省人民政府。

## 职权
根据《中华人民共和国地方各级人民代表大会和地方各级人民政府组织法》第七十三条，县级以上的地方各级人民政府行使下列职权：
1. 执行本级人民代表大会及其常务委员会的决议，以及上级国家行政机关的决定和命令，规定行政措施，发布决定和命令；
2. 领导所属各工作部门和下级人民政府的工作；
3. 改变或者撤销所属各工作部门的不适当的命令、指示和下级人民政府的不适当的决定、命令；
4. 依照法律的规定任免、培训、考核和奖惩国家行政机关工作人员；
5. 编制和执行国民经济和社会发展规划纲要、计划和预算，管理本行政区域内的经济、教育、科学、文化、卫生、体育、城乡建设等事业和生态环境保护、自然资源、财政、民政、社会保障、公安、民族事务、司法行政、人口与计划生育等行政工作；
6. 保护社会主义的全民所有的财产和劳动群众集体所有的财产，保护公民私人所有的合法财产，维护社会秩序，保障公民的人身权利、民主权利和其他权利；
7. 履行国有资产管理职责；
8. 保护各种经济组织的合法权益；
9. 铸牢中华民族共同体意识，促进各民族广泛交往交流交融，保障少数民族的合法权利和利益，保障少数民族保持或者改革自己的风俗习惯的自由，帮助本行政区域内的民族自治地方依照宪法和法律实行区域自治，帮助各少数民族发展政治、经济和文化的建设事业；
10. 保障宪法和法律赋予妇女的男女平等、同工同酬和婚姻自由等各项权利；
11. 办理上级国家行政机关交办的其他事项。

## 机构设置
根据《甘肃省机构改革方案》，除甘肃省人民政府办公厅外，甘肃省人民政府设置组成部门23个，直属特设机构1个，直属机构13个，部门管理机构7个。
甘肃省人民政府设置下列机构：
- 甘肃省人民政府办公厅

### 组成部门
- 甘肃省发展和改革委员会
- 甘肃省教育厅
- 甘肃省科学技术厅
- 甘肃省工业和信息化厅
- 甘肃省民族事务委员会
- 甘肃省公安厅
- 甘肃省民政厅
- 甘肃省司法厅
- 甘肃省财政厅
- 甘肃省人力资源和社会保障厅
- 甘肃省自然资源厅
- 甘肃省生态环境厅
- 甘肃省住房和城乡建设厅
- 甘肃省交通运输厅
- 甘肃省水利厅
- 甘肃省农业农村厅
- 甘肃省商务厅
- 甘肃省文化和旅游厅
- 甘肃省卫生健康委员会
- 甘肃省退役军人事务厅
- 甘肃省应急管理厅
- 甘肃省审计厅
- 甘肃省人民政府外事办公室

（发展和改革委员会挂能源局牌子；科学技术厅挂外国专家局、兰州白银国家自主创新示范区办公室牌子；生态环境厅挂核安全局牌子；交通运输厅挂民航机场管理局牌子；卫生健康委员会挂中医药管理局牌子；外事办公室挂港澳事务办公室牌子。）

### 直属特设机构
- 甘肃省人民政府国有资产监督管理委员会

### 直属机构
- 甘肃省林业和草原局
- 甘肃省市场监督管理局
- 甘肃省广播电视局
- 甘肃省体育局
- 甘肃省统计局
- 甘肃省人民政府研究室
- 甘肃省国防动员办公室
- 甘肃省地方金融管理局
- 甘肃省机关事务管理局
- 甘肃省信访局
- 甘肃省乡村振兴局
- 甘肃省医疗保障局（副厅级）

（林业和草原局挂绿化委员会办公室、大熊猫祁连山国家公园甘肃省管理局牌子；地方金融管理局牌子挂在中共甘肃省委金融委员会办公室，并加挂中共甘肃省委金融工作委员会牌子，列入中共省委机构序列；市场监督管理局挂食品安全委员会办公室、知识产权局牌子；国防动员办公室挂人民防空办公室牌子。）

### 直属事业单位
- 甘肃省人民政府文史研究馆
- 甘肃省地方史志办公室
- 甘肃省社会科学院
- 甘肃省科学院
- 甘肃省农业科学院
- 甘肃省供销合作社联合社
- 甘肃省引大入秦工程管理局
- 甘肃省公共资源交易局
- 甘肃省广播电视总台
- 甘肃省有色金属地质勘查局

### 部门管理机构
- 甘肃省人民政府参事室，由省政府办公厅管理。
- 甘肃省粮食和物资储备局，由省发展改革委管理。
- 甘肃省监狱管理局，由省司法厅管理。
- 甘肃省畜牧兽医局，由省农业农村厅管理。
- 甘肃省文物局，由省文化和旅游厅管理。
- 甘肃省药品监督管理局，由省市场监管局管理。

### 派出机构
- 兰州新区管理委员会
- 甘肃省人民政府驻北京办事处

（兰州新区管理委员会与中共兰州新区工作委员会合署办公。）

## 历任领导
| 甘肃省人民政府省长 …… - 孙 英（1996年7月－1998年4月） - 宋照肃（1999年1月－2001年1月） - 陆 浩（2001年1月－2006年10月） - 徐守盛（2006年10月－2010年6月） - 刘伟平（2010年7月－2016年4月） - 林 铎（2016年5月－2017年4月） - 唐仁健（2017年4月－2020年12月） - 任振鹤（2020年12月至今） 甘肃省人民政府常务副省长 …… - 冯健身（2008年1月－2010年12月） - 刘永富（2011年3月－2013年11月） - 罗笑虎（2014年1月－2015年1月） - 咸 辉（2015年5月－2016年6月） - 虞海燕（2016年11月－2017年4月） - 黄 强（2017年4月－2018年6月） - 宋 亮（2018年6月－2021年2月） - 石谋军（2021年7月－2022年1月） - 程晓波（2022年1月至今） 甘肃省人民政府秘书长 …… - 程正明（2003年2月－2006年3月） - 姜信治（2006年3月－2007年5月） - 赵 春（2007年5月－2008年3月） - 李沛文（2008年4月－2013年1月） - 张生桢（2013年4月－2016年11月） - 常正国（2016年11月－2018年10月） - 李志勋（2018年10月－2023年3月） - 张伟文（2023年3月至今） | 甘肃省人民政府副省长 …… - 泽巴足（2007年3月－2012年3月） - 郝 远（2008年1月－2017年11月） - 冉万祥（2012年8月－2014年1月） - 张广智（2013年1月－2014年4月） - 王玺玉（2013年1月－2015年6月） - 李荣灿（2013年1月－2016年10月） - 夏红民（2014年7月－2017年3月） - 马世忠（2015年1月－2016年9月） - 杨子兴（2015年6月－2018年1月） - 张世珍（2018年1月－2023年1月） - 李沛兴（2018年1月－2023年1月） - 何 伟（2018年1月－2023年1月） - 余 建（2018年1月－2022年6月） - 常正国（2018年7月－2020年7月） - 周学文（2018年11月－2020年4月） - 孙雪涛（2020年6月－2022年6月） - 刘长根（2020年12月－2022年6月） - 张锦刚（2021年3月－2024年12月） - 赵金云（2022年12月－2024年10月） - 李刚（2023年1月－2024年3月） - 雷思维（2023年1月至今） - 黄瑞雪（2023年1月至今） - 陈得信（2023年1月－2024年5月） - 王钧（2024年5月至今） - 王兵（2024年11月至今） - 王旭（2025年4月至今） - 葛建团（2025年5月至今） |